# Luci Veti
Luci Vetti (llatí: Lucius Vettius) va ser un cavaller romà membre de la gens Vètia, una família plebea.
Va donar molta informació a Ciceró sobre la conspiració de Catilina (Ciceró l'anomena noster index) i entre els acusats de la conspiració va donar el nom de Juli Cèsar (63 aC). Era una persona amb pocs principis, disposada a vendre els seus serveis a qualsevol que ho pagués bé.
L'any 59 aC torna a aparèixer com informador i va acusar Curió, Ciceró i Lucul·le entre d'altres de formar una conspiració per assassinar Gneu Pompeu Magne. Dió Cassi pensa que Ciceró i Lucul·le havien subornat a Veti per assassinar Cèsar i Pompeu, però aquesta afirmació contradiu totes les altres fonts i sembla no ser autentica. Ciceró va donar la culpa d'aquestes informacions que l'implicaven, al mateix Juli Cèsar, que hauria utilitzat al tribú Vatini, per desprestigiar Ciceró i els altres. Veti va fer aquesta revelació al senat romà i va dir que Curió era el cap de la conspiració, en què hi havia molts homes distingits entre els quals Luci Emili Paule, Marc Juni Brutus i Luci Corneli Lèntul Crus. La declaració de Luci Veti va semblar sospitosa, i va ser tancat a la presó. Portat a l'assemblea del poble l'endemà per confirmar els fets, allà es va contradir i la seva declaració va esdevenir encara més sospitosa, en ometre alguns noms i afegir altres com Lucul·le i Ahenobarb. A Ciceró no el va mencionar pel seu nom, però va parlar d'un consular que vivia prop del cònsol Cèsar. Va ser tancat a la presó un altre cop i l'endemà al matí el van trobar mort a la seva cel·la, segurament estrangulat, i encara que es va dir que s'havia suïcidat les marques de violència eren visibles al seu cos, i Ciceró va acusar Vatini de la seva mort.